# Ломинадзе, Зинаида Ираклиевна
Зинаида Ираклиевна Ломинадзе (1914 год, Гурийский уезд, Кутаисская губерния, Российская империя — неизвестно, Махарадзевский район, Грузинская ССР) — колхозница колхоза имени Чарквиани Махарадзевского района, Грузинская ССР. Герой Социалистического Труда (1950).

## Биография
Родилась в 1914 году в крестьянской семье в одном из сельских населённых пунктов Гурийского уезда. С раннего возраста трудилась в сельском хозяйстве. В послевоенное время — рядовая колхозница на чайной плантации колхоза имени Чарквиани Махарадзевского района.
В 1949 году собрала 6601 килограмма сортового чайного листа на участке площадью 0,5 гектаров. Указом Президиума Верховного Совета СССР от 19 июля 1950 года удостоена звания Героя Социалистического Труда за «получение высокого урожая сортового зелёного чайного листа в 1949 году» с вручением ордена Ленина и золотой медали «Серп и Молот» (№ 5233).
Этим же указом званием Героя Социалистического Труда были награждены труженики колхоза имени Чарквиани Роза Георгиевна Дарчия и Сергей Ражденович Хавтаси.
После выхода на пенсию проживала в Махарадзевском районе. Дата смерти не установлена.
Награды
- Герой Социалистического Труда
- Орден Ленина
- Медаль «За трудовую доблесть» (20.11.1950)
- Медаль «За трудовое отличие» (02.03.1949)